# Loxobates daitoensis
Loxobates daitoensis là một loài nhện trong họ Thomisidae.
Loài này thuộc chi Loxobates. Loxobates daitoensis được Hirotsugu Ono miêu tả năm 1988.